# Миллс, Криспиан
Кри́спиан Миллс (англ. Crispian Mills, также известен как Кришнака́нтха Да́с; род. 18 января 1973, Лондон, Великобритания) — британский певец, автор песен и гитарист. Наиболее известен как вокалист и лидер психоделической инди-рок группы Kula Shaker. После распада группы в 1999 году, Миллс продолжил работу с лейблом Columbia Records, создав рок-группу под названием Pi. После того, как лейбл отказался издать записанный Pi альбом, Миллс в 2002 году стал вокалистом и лидером рок-группы The Jeevas. В 2005 году группа распалась и Миллс воссоздал Kula Shaker, выпустив в 2007 году новый альбом Strangefolk. По данным на 2010 год, Миллс работает над фильмом «The Winged Boy», спродюсированного Стивеном Фраем.
Криспиан Миллс является сыном актрисы Хэйли Миллс и кинорежиссёра Роя Боултинга, внуком Джона Миллса и Мэри Хэйли Белл, племянником Джульет Миллс. С 1995 года женат на фотомодели Джозефине Миллс (в девичестве — Брэнфут). Имеет сына по имени Кешава и живёт вместе с семьёй в городе Бат. По вероисповеданию — кришнаит. Ученик Бхактиведанты Нараяны Госвами.

## Дискография

### Альбомы
- K — Kula Shaker (1996)
- Peasants, Pigs & Astronauts — Kula Shaker (1999)
- 1,2,3,4 — The Jeevas (2002)
- Cowboys and Indians — The Jeevas (2003)
- School of Braja — School of Braja (2006)
- Strangefolk — Kula Shaker (2007)
- Pilgrims Progress — Kula Shaker (2010)
- "K 2.0" — Kula Shaker (2016)

### Мини-альбомы
- Summer Sun EP — Kula Shaker (1997)
- The Revenge of the King — Kula Shaker (2006)
- Freedom Lovin' People EP — Kula Shaker (2007)
- iTunes Festival London EP — Kula Shaker (2007) Эксклюзивно для пользователей iTunes

### Сборники
- Kollected: The Best of Kula Shaker — Kula Shaker (2002)
- Tattva — The Very Best of — Kula Shaker (2007)

### Синглы
- «Tattva (Lucky 13 Mix)» — Kula Shaker (1996)
- «Grateful When You’re Dead» — Kula Shaker (1996)
- «Tattva» — Kula Shaker (1996)
- «Hey Dude» — Kula Shaker (1996)
- «Govinda» — Kula Shaker (1996)
- «Hush» — Kula Shaker (1997)
- «Sound Of Drums» — Kula Shaker (1998)
- «Mystical Machine Gun» — Kula Shaker (1999)
- «Shower Your Love» — Kula Shaker (1999)
- «Scary Parents» — The Jeevas (2002)
- «One Louder» — The Jeevas (2002)
- «Virginia» — The Jeevas (2002)
- «Ghost (Cowboys In The Movies)» — The Jeevas (2002)
- «Once Upon A Time In America» — The Jeevas (2003)
- «The Way You Carry On» — The Jeevas (2003)
- «Have You Ever Seen The Rain?» — The Jeevas (2003)
- «Second Sight» — Kula Shaker (2007)
- «Out On The Highway» — Kula Shaker (2007)
- «Peter Pan R.I.P» — Kula Shaker (2010)
- «Healing Hands» — Crispian Mills (2010)